# Karpathen-Post
Karpathen-Post byl týdeník, který vycházel v Kežmarku v letech 1880 až 1942. Během let 1887 až 1891 byl orgánem tatranské sekce Uherského karpatského spolku. Věnoval se především publikování zpráv ze Spiše, Vysokých Tater a jejich okolí i záležitostem německé menšiny. Noviny vycházely v německém jazyce a některé články, ale i inzeráty, byly v maďarštině.

## Historie
Týdeník byl oficiálně založen 14. dubna 1880, první číslo vyšlo 6. května 1880. U jeho vzniku stáli Robert Schwartner (později Robert Börkey), Julius Handl a majitelé tiskárny Paul Sauter a Carl Robert Schmidt. Noviny měly vycházet v týdenní periodicitě s nákladem 400 kusů na osmi stranách ve formátu 33 cm x 25 cm. 
V červenci 1882 Karpathen-Post přešel do vlastnictví Paula Sautera, byl změněn formát novin a odpovědným redaktorem byl jmenován profesor Friedrich Scholcz, který v této funkci působil do září 1888. Pak ho vystřídal Paul Sauter, který časopis vedl do své smrti v roce 1908. V jeho díle pokračoval až do konce časopisu v roce 1942 syn Theodor Sauter. Součástí novin byly speciální přílohy Edelweiss (1880), Zipser Heimat (1923–1939), Die Hohe Tatra (1931–1940).
Karpathen-Post poskytoval prostor intelektuálům píšícím o kulturních a politických záležitostech na Spiši. Uveřejňoval zprávy o veřejném životě spišských Němců, dokumentoval aktivity obyvatel Spiše a zastupoval jejich zájmy. Zaměřoval se na problémy cestovního ruchu, na obchod, lázně v horských oblastech, uveřejňoval články na historická, kulturní a národopisná témata.
Po vzniku první Československé republiky se iniciativně zasazoval za zachování německých škol. Zachoval si vysokou úroveň novinářské práce až do svého zániku.

### Redaktoři Karpathen-Postu
- Robert Schwartner (1880 – 9/1881) – redaktor a majitel
- Franz Schweiger (1881 – 6/1882) – redaktor
- Friedrich Scholcz (1882 – 9/1888) – redaktor
- Paul Sauter ( 1888 – 2/1909) – redaktor a majitel[2][3]
- Teodor Sauter (2/1908 – 1/1909) – redaktor a majitel
- Karl Bruckner (1/1909 – 1915) – redaktor
- Theodor Sauter (1 – 2/1916) – redaktor a majitel
- Julius Andreas Hefty (1916 – 1918) – redaktor
- Theodor Sauter (1926 – 1942) – redaktor a majitel

### Vydavatelé
- Robert Schwartner a J. Handl (5 – 7/1880)[2]
- Robert Schwartner (8/1880 – 2/1882)
- Paul Sauter (1882 – 1908) a Teodor Sauter (1908 – 1942)[1]